# 大竹利朋
大竹 利朋（おおたけ としとも、2月15日 - ）は、日本の漫画家。以前は大竹利明名義で活動していた。

## 来歴
栃木県足利市出身。桐生大学短期大学部アート・デザイン学科卒業。
『赤マルジャンプ』にて読切『勇とピアノ空』でデビュー。
第2回金未来杯にエントリーした『スマッシングショーネン!』が手塚賞佳作を受賞。
現在の名義に改め、『週刊ヤングジャンプ』にて読切『ハガネの温度』を掲載。
『となりのヤングジャンプ』でスタートし、のちに週刊ヤングジャンプに移籍した『もぐささん』が連載デビュー作。

## 作品リスト

### 連載
- もぐささん（『となりのヤングジャンプ』2013年12月19日 - 2014年2月13日連載→『週刊ヤングジャンプ』2014年19号[4] - 2016年6・7合併号[5]連載、全10巻）
- もぐささんは食欲と闘う（『週刊ヤングジャンプ』2016年31号[6] - 2017年35号[7]連載、全5巻）
- てあそび。（『となりのヤングジャンプ』2019年2月5日 - 2019年11月12日連載、全3巻）
- 小妻なこびとの献身レシピ（『WEBコミックガンマぷらす』2021年5月21日 - 2023年10月17日、全3巻）
- 結婚が前提のラブコメ（原作：栗ノ原草介、『やわらかスピリッツ』2021年8月24日[8] - 2022年5月24日、全2巻）

### 読切
- 勇とピアノ空（『赤マルジャンプ』）
- ハガネの温度（『週刊ヤングジャンプ』）
- ちょっとだけ！つまみちゃん（『マンガワン』2025年2月22日[9]）